# Español colombiano
El idioma español en Colombia corresponde a las variantes dialectales del idioma español que son habladas en dicho país. El 99,2 % habla español, de una población de más de 50 millones de personas (en cifras de 2015).
El término tiene más relevancia geográfica que lingüística, ya que los dialectos que se hablan en las diversas regiones de Colombia son bastante diversos como particulares. Las hablas de las áreas costeras tienden a exhibir innovaciones fonológicas típicas del español caribeño, mientras que las variedades de las tierras altas han sido históricamente más conservadoras. El castellano es cooficial en los territorios de grupos étnicos de lenguas y dialectos propios y la educación en ellos es bilingüe. En el país se hablan aproximadamente diez variantes del idioma español.
La Academia Colombiana de la Lengua es la más antigua academia de la lengua luego de la Real Academia Española, ya que fue fundada en 1871.
Aunque es motivo de debate entre académicos, algunos críticos argumentan que El desierto prodigioso y el prodigio del desierto, escrito en el Nuevo Reino de Granada en el siglo xvii por Pedro de Solís y Valenzuela, es la primera novela moderna de la América hispana.

## Elementos característicos

### Morfología
- Como en toda América, la segunda persona del plural es exclusivamente «ustedes», con el uso de «vosotros» circunscrito al lenguaje eclesiástico (o a traducciones de textos no regionalizadas hechas en España como por ejemplo la Biblia).
- El colombiano del interior extiende el trato de usted más allá de situaciones de formalidad (ustedeo informal), y es usado ampliamente entre conocidos, amigos, padres e hijos. En algunos casos y en los últimos tiempos el tuteo ha venido  cada vez arraigándose más, sobre todo en la mayoritaria juventud del país, especialmente en las áreas urbanas y metrópolis, aunque sigue siendo desprestigiado en algunas capas sociales y aún minoritario en términos genéricos.
- Por el contrario, el habla del Caribe Colombiano usa el tuteo de forma casi general y el ustedeo se limita a situaciones formales o de poca familiaridad según la norma panhispánica.
- El voseo está extendido en amplias zonas del interior del país, aunque llega a tener cierta valoración negativa entre algunos hablantes de edad cultos por lo que tiende a sustituirse por el trato de usted y en menor medida por el tú en aquellas instancias. Se usa en la Región Paisa y en el Valle del Cauca y en todo el suroccidente del país hasta la frontera con Ecuador, donde (excepto en el departamento de Nariño) goza de prestigio local.[7]
- El diminutivo en -ico, -ica se extiende a palabras cuya última sílaba inicia con «t»: gato → gatico, rato → ratico, característica también común en el habla con los costarricenses, venezolanos, y cubanos.
- Existe un valor trasladado del pretérito perfecto simple, de uso muy coloquial que tiene un valor de futuro/imperativo: Ejemplo: ¡Ya! ¡Te bajaste de ahí! (se está dando una orden a alguien de que se baje de un lugar).
- El adverbio muy se convierte en mucho, para adjetivos generalmente de carácter despectivo u ofensivo. Por ejemplo: mucho inútil, en vez de muy inútil, al hablar sobre alguien o algo.
- Como en gran parte del continente no existe el leísmo, por lo que frases como yo le llamé no tienen uso, en su lugar se dice yo lo llamé o yo la llamé (dependiendo del género del sujeto). Tampoco hay casos de laísmo ni loísmo algo común en todo el español americano.

### Fonética
Las distintas variantes del español hablado en Colombia presentan los siguientes rasgos fonéticos:
- En algunas partes de Cundinamarca y Boyacá se pueden aspirar las oclusivas sordas /p/ , /t/ y /k/ .
- Como en todas las variantes del español americano, los dialectos del español en Colombia presentan seseo, por lo que en todo el país se pronuncia igual sin distinción palabras como cocer y coser o abrazar y abrasar.
- La distinción entre la «y» y la «ll» (/ʝ/ y /ʎ/) ha perdido mucho terreno a lo largo del siglo xx y todavía se presenta en algunas regiones, principalmente en los departamentos de Nariño, Santander, en algunos dialectos tradicionales del Altiplano Cundiboyacense, y hablantes antiguos y tradicionales del español bogotano. El yeísmo es predominante en la mayor parte del país y hablantes jóvenes.
- En el interior, aspiración de la /k/ («c» detrás de «a», «o», «u»; «qu» detrás de «e», «i») como [kʰ]. La realización de /a/ detrás de /k/ es posterior como en inglés: camino [kʰɑˈmino]. La /e/ detrás de /k/ es más abierta: queso [ˈkʰɛzo]. La /o/ también se pronuncia abierta: cocina [kʰɔˈzina].
- La pronunciación de la «j» suele ser faríngea o glotal, [h], rasgo común a los dialectos del sur de España y de la cuenca caribeña, aunque ocurre en todo el país incluyendo la Región Andina, siendo una excepción a los demás dialectos de las tierras altas los cuales no suelen presentar dicha pronunciación. En el español pastuso de Nariño tiende a realizarse como fricativa velar, /x/, sonando un poco más fuerte como en México o Perú.
- La /n/ final se realiza alveolar en gran parte del país, en toda la Región Andina o interior, al igual que Argentina, México y las tierras altas de Ecuador y Perú. En la Región Caribe se pronuncia velar /ŋ/, como en el resto de la zona caribeña, las zonas costeras de América, o el sur de España.
- La pronunciación de la /s/ varía bastante según la región:[8] se realiza aspirada en la Región Caribe, del Pacífico y los Llanos en contexto intervocálico y final como en los países del Caribe y en Chile, Argentina y el sur de España: estamos [ehˈtamo(h)], todos [ˈtodoh], mientras que en la Región Andina: Bogotá, el Altiplano Cundiboyacense, el Valle del Cauca, la Región Paisa o Santander se suele aspirar en contextos informales únicamente en posición intervocálica pero se pronuncia claramente al final, Ejemplo: nosotros [noˈhotɾos], necesitas [neheˈsitas]. En Nariño (español pastuso), este sonido se mantiene firmemente tanto en posición intervocálica como en posición final. En la zona paisa, en algunas zonas del Altiplano Cundiboyacense (Cundinamarca y Boyacá) y la zona andina de Nariño, la /s/ se pronuncia apical (apicodental y apicoalveolar) [s̺] (que recuerda y es similar al sonido "sh"). En el resto del país se realiza laminar y por lo general dental [s̻]; en Bogotá y en muchas zonas del país en donde el sonido se realiza de esta manera, la /s/ pasa a ser sonora [z], tanto intervocálica como al principio de una palabra: Ay no, eso sí jamás [aj no | ˈezo zi haˈmas]
- El sonido de la «rr» /r/ y «r» /ɾ/ es estándar en la mayoría del país, pero en Nariño (donde es más notable) o el Altiplano Cundiboyacense puede suceder la asibilación de estos fonemas en [ř] o [ʐ], localmente designados como «arrastrados». Esta asibilación sucede tanto al principio, en medio como al final de palabra y está presente principalmente en áreas rurales y es evitada por hablantes y ambientes cultos.
- La letra «h», cuyo sonido es mudo en el español estándar, puede a veces tener la misma pronunciación que la letra «j» ([h]) en algunas palabras: hediondo [heˈdjondo] en vez de [edjondo], harto [ˈharto] en vez de [ˈarto]. No obstante sólo sucede en muy pocas palabras y es un fenómeno minoritario, por ejemplo y en cambio moho se dice claramente [ˈmo.o] y no [ˈmoho].
- Eliminación de la /d/ al final de las palabras: verdad > verdá, presente en buena parte de los dialectos del español (a excepción del ecuatoguineano).
- Las oclusivas sonoras /b/, /d/ y /g/ solo se articulan fricativas o aproximantes en contexto intervocálico y se mantienen como oclusivas detrás de consonante, tanto dentro de una palabra como en la cadena locutiva. 
  - Este último caso puede requerir de mayor explicación para los no lingüistas: Los sonidos /b/ ("b" o "v"/), /d/ ("d") y /g/ ("g" o "gu" detrás de "e" e "i") se pronuncian de distinta manera en español dependiendo de su ubicación en una palabra. Usualmente son un sonido duro después de una pausa en el aliento: al inicio de una oración o después de un sonido nasal (/n/ o /m/). Compare la pronunciación exacta de la «b» en "la burra" y "la gran burra" (este último pronunciado como «la gram burra»). Estos sonidos se representan en IPA como [β] y [b], respectivamente: [la ˈβura] contra [la ɣɾam ˈbura]. En México, Argentina, Perú o España las fricativas suceden en toda posición de habla corrida, salvo detrás de una nasal (o al inicio de una pausa al hablar). Así, el burro se pronuncia [el ˈburo] en Colombia, pero [el ˈβuro] en el resto de América y España. Siendo este el único rasgo fonético que tienen en común la mayoría de regiones del país (obviando al seseo). La gran excepción son los dialectos pastuso y costeño.

Como la mayoría de dialectos del español, la variedad colombiana estándar (basada en el habla de Bogotá) tiene cinco vocales: dos vocales cerradas (/i/, /u/), dos vocales medias (/e/, /o/) y una vocal abierta (/a/). Sin embargo, se han producido cambios de vocales, reducciones y rupturas en muchas de las regiones pobladas de Colombia, particularmente en la misma Bogotá. Esto significa que las variedades colombianas pueden poseer un número adicional de vocales.
| Español estándar (España) | Español estándar IPA | Dialecto bogotano   | Dialecto paisa | Dialecto costeño     |
| ------------------------- | -------------------- | ------------------- | -------------- | -------------------- |
| casa                      | ˈkasa                | ˈkʰäzɐ              | ˈkʰäs̺a̠         | ˈkäsa                |
| lento                     | ˈlento               | ˈlen̪t̪ʊ / ˈlen̪t̪      | ˈlẽ̞n̪t̪o         | ˈlento               |
| leopardo                  | leoˈparðo            | lɪoˈpärðʊ           | leoˈpärðo      | leoˈpardo / leoˈpado |
| peligro                   | peˈliɣɾo             | peˈliɣro            | peˈliɡro       | peˈliɡɾo             |
| almacén                   | almaˈθen             | almɐˈsɛn / almɐˈzɛn | almaˈs̺en       | almaˈseŋ             |
| estable                   | esˈtaβle             | esˈt̪äβlɪ / esˈt̪äβl  | esˈt̪äβle       | ehˈtable             |
| Bogotá                    | boɣoˈta              | boɣoˈt̪a / boɣʊˈt̪ä   | boɡoˈt̪ä        | bogoˈtä              |

### Léxico

#### Expresiones propias o comunes de Colombia
Estos son algunos ejemplos de palabras o expresiones comunes que adquieren un significado especial en Colombia (sean originarias del país o no; también pueden oírse en países vecinos), no es una lista exhaustiva o que incluya los términos de la totalidad de las regiones, se muestran los más comunes y conocidos (entre paréntesis, su significado y zona de uso):
- Berraco (enojado, impetuoso, persona que sale adelante, también es utilizado para hacer referencia a algo difícil o complicado, o personas valientes, emprendedoras, además de las anteriores connotaciones). Se usa en todo el país.
- Berraquera (cualidad de lo anterior).
- Ocho días (se usa en vez de semana), por ejemplo "Hace ocho días" ("Hace una semana"), "Dentro de ocho días"' ("En una semana"). También existe el valor doble con el valor de quince, "Hace quince días" ("Hace dos semanas").
- Parcero o abreviado parce (amigo, también usado como muletilla, en la región andina), (Original de la región paisa y luego casi todo el país).
- Pues (interjección de uso constante sin significado propio, generalmente usada para dar énfasis al final de una frase o pregunta), (principalmente en la región Paisa, aunque también se usa en muchas otras zonas de la región andina en menor medida).
- Afán (se usa como sinónimo de prisa o para comunicar que alguien tiene prisa). "Me voy, estoy de afán" (Me voy, estoy con prisa) "No te preocupes, no hay afán" (No te preocupes no hay prisa). Se usa en todo el país.
- Chao (italianismo, se usa en la despedida, adiós, hasta pronto).
- Vaina (cosa, situación), (principalmente en la región Caribe y luego en todo el país aunque en menor medida). Ejemplos: "¿Sí compró esa vaina? (¿Sí compró esa cosa?); "no... ¡qué vaina!" (no... ¡qué situación tan compleja! -expresión de pesadumbre-).
- Dar papaya (brindar oportunidad a alguien para que se aproveche o tome ventaja de una situación o de algo).
- Papayazo (momento de oportunidad de hacer o lograr algo importante y sorpresivo).
- Regalar (se utiliza con el sentido de dar), (Original de Bogotá y posterior a todo el país). Ejemplo: "Regálame un vaso de agua" (dame un vaso de agua). Se utiliza muchas veces al momento de comprar (siempre como metáfora de entregar o dar).
- Mono, mona (persona rubia o marcadamente caucásica).
- Bacano (se utiliza para indicar algo bueno, bonito o excelente, Ese carro está muy bacano). Se usa en todo el país.
- Chévere (similar al anterior). Se usa en todo el país.
- Maluco (Dicho de algo malo o feo, también como sinónimo de enfermo), (se usa en todo el país).
- Paila ("ya no vale la pena", en la región andina). Interjección que expresa a su vez disgusto, desagrado, negación (en especial hacia una situación).

#### Algunos indigenismos léxicos
- Achilado (quechua)
- Acuscambado (quechua)
- Ahuyama (caribe)
- Ají (taíno)
- Arepa (cumanagoto)
- Borojó (embera)
- Carpa (quechua)
- Chócolo/choclo (quechua)
- Guagua (quechua)
- Maní (taíno)
- Minga (quechua)
- Pachamama (quechua)
- Papa (quechua)
- Tamal (náhuatl)
- Tambo (quechua)
- Zapallo (quechua)

#### Africanismos
- Candongas
- Cununo
- Macumba (bruja)
- Marimba (instrumento musical, eufemismo de marihuana)
- Mochila
- Mondongo
- Tanga
- Zunga

## Principales dialectos
En Colombia se presentan distintos dialectos como resultado de su compleja geografía marcada por tres ramales de la cordillera de los Andes que dio como resultado poco acceso y comunicación entre las diferentes regiones. Son distinguibles para cualquier hispanohablante los dialectos andinos de los dialectos costeros del Caribe y del Pacífico.
En líneas generales, los dos macrodialectos colombianos, los costeros y los interioranos, muestran paralelismos con los dialectos meridionales y septentrionales de España respectivamente. El español del interior, similar a los de otras "tierras altas" de América, de consonantismo fuerte, articula con claridad la -s postvocálica o final de palabra, tiene -n final alveolar firme y no debilita la -l preconsonántica en [r]. El español costeño tiene su base en el español meridional de España, similar a las "tierras bajas" o costeras de América, de consonantismo débil, debilita la -s postvocálica o final (los costeños > loh cohteño), articula la -n como velar (camión > camiong) y en algunas zonas debilita la -l preconsántica en [r] (alguno > arguno). En morfología el interiorano conserva de forma parcial el voseo antiguo castellano (zona occidental) mientras que el costeño sí hace uso extenso de tú. Cabe señalar que en el sur de la Guajira y el norte del Cesar se emplea el voseo verbal como en el Estado de Zulia en Venezuela.
A partir de estas 2 «superzonas» dialectales, se puede realizar la siguiente división:
- Superdialectos costeños/costeros
  - Zona Caribe (español costeño, español isleño)
  - Zona Pacífica (español chocoano o ecuatorial)

- Superdialecto Central (Región Andina)
  - Zona Sur (español pastuso)
  - Zona Occidental
    - Subzona Caucana (español vallecaucano o valluno)
    - Subzona Paisa (español paisa)

- - Zona Centro-Oriental
    - Subzona Opita (español tolimense-huilense u opita)
    - Subzona Cundiboyacense (español cundiboyacense, español bogotano o rolo)
    - Subzona Santandereana (español santandereano)
- Español llanero
- Español amazónico

### Dialecto costeño
Las variedades costeñas de la Región Caribe de Colombia al norte del país poseen rasgos afines al español de Andalucía y el resto de la cuenca caribeña. En términos absolutos, son las más habladas, con más de 12 millones de hablantes, seguido por la variedad bogotana con cerca de 10 millones, y la paisa con alrededor de 8 millones. 
No obstante, a pesar del número de usuarios, no es la que representa el estándar lingüístico de los medios de comunicación en el país. Este conjunto de dialectos presenta yeísmo y debilitación de las consonantes finales: la -r final es omitida y la -s preconsonántica se realiza aspirada [h]: costa > kóhta. Entre los hablantes de algunas zonas se da un fenómeno de geminación de consonantes: Cartagena > Cattagena, verdad > veddá, cargar > caggá, este rasgo conocido como "golpeo" se encuentra presente en Sucre, Córdoba y Bolívar; mientras que en Magdalena, Cesar, La Guajira y la mitad septentrional de Atlántico este rasgo está ausente. Al contrario del resto de Colombia, el español costeño hace uso amplio del pronombre tú, excepto entre desconocidos o en situaciones de formalidad. Cabe destacar que el voseo es combinado con el tuteo  y es relativamente común entre los oriundos de los departamentos de La Guajira (sur) y Cesar (norte): "¿Tú me queréi(s)?" "Mirá dónde te sentái(s)".
La variedad costeña está compuesta por distintos subdialectos: entre ellos, se encuentran el barranquillero, sabanero, samario, valduparense, guajiro y el cartagenero.

### Dialecto bogotano o rolo
Hablar de un dialecto meramente bogotano es difícil en estos tiempos. Sin embargo, todavía se encuentran rasgos característicos del bogotano auténtico o del cachaco antiguo, de carácter moderado y bastante lineal en la acentuación, habla que manifiesta o manifestaba una cierta semejanza con el español del centro de España, aunque con una entonación más débil o "destemplada". Esta semejanza con el español castellano se observa en la articulación plena de la -s postvocálica sin la tendencia a la aspiración o elisión de los dialectos costeños del Caribe. También es típico de Bogotá, como de todo el interior de Colombia, la -n final alveolar como en gran parte de España y las tierras altas de América, la no confusión ni trueque de -l y -r, la sílaba final de la última palabra de la oración es a menudo pronunciada con un tono más alto (agudo), pero no más fuerte si no es la sílaba acentuada. En los hablantes de más edad aún se oye la distinción entre el fonema palatal lateral de "pollo" y la semiconsonante de "poyo", aunque el yeísmo se ha extendido hoy entre casi todos los hablantes de la capital, incluso entre los hablantes más cultos. Existe tendencia a usar usted en vez de tú entre familiares y amigos, aunque algunos hablantes cultos suelen usar tú y usted según la norma panhispánica, mientras que el voseo antiguo no tiene presencia actualmente aunque fue usado hasta el siglo xix.

### Dialecto cundiboyacense
Es el que se habla en los departamentos de Cundinamarca y Boyacá. De gran similitud con respecto a la variedad de Bogotá, capital de Cundinamarca, posee algunas diferencias. En algunas partes, se hace la realización faríngea de la /s/ prevocálica con un tono suave: nosotros > nohotros, los árboles > loh árboles. Está ausente el yeísmo ya que se mantiene la diferencia entre y y ll. En esta región colombiana se da un uso general del ustedeo. Al igual que la palabra «usted», que proviene de vuestra merced, el pronombre sumercé se deriva del mismo modo de la palabra su merced, usada en la época colonial española tardía. Este pronombre que en un principio era de uso culto exclusivo, se convirtió posteriormente en una forma habitual y casual de referirse a otro. El uso de este pronombre es extendido, pero no generalizado y mayoritariamente se encuentra en las áreas rurales. Los mayores centros urbanos de la región como Tunja, Sogamoso, Duitama, Facatativá, Chiquinquirá, Fusagasugá y Chía también hacen uso del pronombre tú al lado del trato de usted y del sumercé según diversas situaciones. El pronombre sumercé es conjugado de la misma manera que usted. El voseo no tiene presencia pero fue usado hasta el siglo xix. Al igual que en Bogotá, el ustedeo está condicionado por el sexo del interlocutor. Los hombres suelen ustedear a otros hombres de su edad y situación social mientras que tutean a mujeres de igual posición. Sin embargo usan el usted con mujeres, para crear un efecto de confianza o intimidad. En cambio, para las mujeres, el tuteo es el recurso que sirve para mostrar confianza y el usted para preservar las distancias. Estos rasgos culturales hacen que se considere la variedad dialectal más antigua del país. El uso del pronombre sumercé también puede oírse en Bogotá debido a la migración de diversas comunidades de estos departamentos a la capital.

### Dialecto paisa
El dialecto que se habla por personas originarias de la región paisa: en la gran mayoría del territorio del departamento de Antioquia y de la zona típicamente cafetera, en los departamentos de Risaralda, Quindío y Caldas, siendo sus ciudades capitales Medellín, Pereira, Armenia y Manizales respectivamente. También se encuentra en el noroccidente del Tolima, el Oriente y Norte del Valle del Cauca producto de la colonización antioqueña. Su base probable es el castellano del norte de España ya que buena parte de sus colonos procedían de Asturias, Cantabria, Navarra, Aragón y el País Vasco. Destaca por el voseo, el cual es usado junto al ustedeo sin reglas precisas el uso de ambos, esto probablemente por los inmigrantes de otras regiones del país que se han establecido en estos municipios para el cultivo del café.
Por esta base española septentrional el paisa destaca a oídos de otros hispanoamericanos por su /s/ cóncava (apicoalveolar [s̺]) similar al norte de España, rasgo poco común en la América hispana, articulada con la punta de lengua en la zona alveolar, en el resto de Hispanoamérica el fonema /s/ suele articularse predorsal o laminar anterior con una posición convexa de la lengua y dental). Tiene una entonación ascendente con alargamiento de vocales iniciales y finales. Es plenamente yeísta,  articulándose y y ll ambas como africadas /d͡ʒ/ o /ʒ/. El voseo de tipo rioplatense del castellano antiguo (vos sos, querés, hablás) es típico del dialecto paisa y es plenamente conservado y aceptado por los hablantes cultos al contrario de lo que sucede en otras partes del país.

### Dialecto vallecaucano, valluno, caucano o caleño

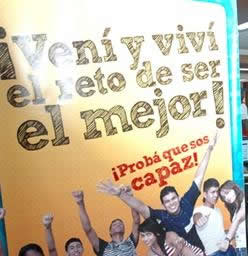
Campaña educativa de la alcaldía de Cali. "Vení y viví el reto de ser el mejor, probá que sos capaz" se detalla la forma verbal del voseo en la ciudad de Cali.

Este acento es típico de la región central del Valle del río Cauca en el departamento del mismo nombre y el norte del departamento del Cauca. En fonética se destaca por el acento nasal, el yeísmo y la articulación bilabial nasal [m] de la /-n/ final (tren > trem, pasión > pasiom). La /s/ final y preconsonántica suele mantenerse (no es extraña la aspiración entre los hablantes menos cultos), pero en posición prevocálica es común la realización faríngea /s /> [h], especialmente en los enlaces: necesitar > [nehesitár] nejesitar (hablantes menos cultos), los hombres [loh ómbres] lojombres (muy extendido entre todo tipo de hablantes). Esta realización [h] de la /s/ intervocálica está más o menos extendida por casi todo el interior de Colombia en ambientes coloquiales. También se le reconoce por el uso de muletillas como "vé" y "mirá vé" (utilizadas normalmente antes de una oración) y "oís" (frecuentada después de una oración).
En esta región colombiana se emplea el voseo el cual denota cercanía con el interlocutor, empleándose diariamente entre amigos, compañeros de estudio y de trabajo, vecinos, familiares, etc. relegando al «usted» solo a condiciones de trato formal con una persona o grupo, al que se le guarda cierta distancia. El «vos» es usado como pronombre personal y como objeto de la preposición usa te como su pronombre clítico y tu y tuyo como posesivos. En el castellano vallecaucano se emplea un voseo congruente entre pronombres y verbos (voseo pronominal - verbal.), esto quiere decir que el «vos» será siempre acompañado por verbos en forma voseada cuya característica básica es el acento al final de dichos verbos.
El presente indicativo para los verbos regulares se forma añadiendo  -ás, –és, o ís, dependiendo de la palabra: vos hablás, vos comés, vos vivís. En los verbos irregulares de cambio vocálico,  la finalización es la misma, pero los verbos no se someten al cambio típico de vocal: vos recordás, vos tenés, vos dormís. En el presente subjuntivo la acentuación al final permanece y el cambio de vocal del subjuntivo: vos hablés, vos comás, vos vivás. Los regulares imperativos se forman de igual manera: hablá, comé, escribí.

### Dialecto pastuso
Es típico de la región suroccidental del país (departamentos de Nariño y Putumayo en sus zonas andinas), aunque su influencia puede sentirse en las ciudades de Popayán y Florencia. Denominado así por el gentilicio de la ciudad de Pasto, la más grande de la región. Los hablantes tradicionales distinguen pollo con la aproximante palatal lateral /ʎ/ y poyo con la fricativa palatal sonora /ʝ/ (está ausente el yeísmo). Se conservan rigurosamente las consonantes en cualquier posición, por ejemplo se pronuncia claramente el -ado, en palabras como cansado, evitando la eliminación de la d, a diferencia del resto del país que usan la terminación en el habla informal -ao, cansao. Esto se debe a que contrariamente a la tendencia habitual en español a debilitar o relajar los sonidos /b/, /d/ y /ɡ/ entre vocales, los hablantes de pastuso y español andino en general tienden a tensar esos sonidos con más énfasis que en otros dialectos sin elidirlos. En zonas con fuerte influencia del quechua y en zonas rurales se encuentra la realización fricativa asibilada o arrastrada del fonema /rr/ múltiple [řř], que es típica del español andino de Ecuador, Perú, Bolivia y el noroeste de Argentina, debido a su cercanía. El voseo es común en la juventud y habla informal, aunque debido a que es desprestigiado o considerado inculto suele mezclarse con el tuteo como suele pasar en la sierra ecuatoriana o el norte argentino (voseo pronominal), Vos tenés > Vos tienes, Vos querés > Vos quieres. El ustedeo se mantiene tanto en el habla culta como en la informal al igual que en el interior del país. El tuteo es secundario y poco empleado.

### Dialecto santandereano
Es el español que se habla en los departamentos de Santander y Norte de Santander, cuyas capitales son Bucaramanga y Cúcuta respectivamente, al nororiente del país. Se caracteriza por una entonación fuerte y rápida, que a menudo es percibida como impetuosa o recia. En esta zona aún quedan numerosos restos del  fonema palatal lateral de "calló" o "arrollo" que suenan diferentes de "cayó" y "arroyo", estando originalmente ausente el yeísmo. El ustedeo es casi general en toda la zona, el tú se utiliza poco en lo común, se utiliza en reducidos y específicos ámbitos entre la gente culta de edad y también creciente y ampliamente entre las poblaciones más jóvenes de ciudades capitales de la Región de los Santanderes, mas su uso no es preponderante entre las mayoritarias ciudadanías de la región. El voseo tiene fuerte presencia en ciertos municipios del Catatumbo (Provincia de Ocaña) en Norte de Santander.

### Dialecto tolimense u opita
Es el español hablado en los departamentos del Huila y el Tolima, siendo Neiva e Ibagué sus respectivas capitales y mayores ciudades. Posee yeísmo. Se caracteriza por la lentitud en la locución normal y por la creación excesiva de diptongos a partir de los hiatos /ea/ y /eo/: pelear > peliar, peor > pior (fenómeno muy extendido en el habla coloquial de Hispanoamérica). Es una variante en retroceso en la actualidad entre los jóvenes.

### Dialecto chocoano o ecuatorial
El español chocoano o ecuatorial, que se extiende fuera del departamento del Chocó por casi todo el litoral pacífico traspasando fronteras hasta la región de Esmeraldas en Ecuador, posee cierto grado de influencia africana debido a que la mayoría de la población de esta región es afrodescendiente. Los centros urbanos principales son Quibdó, Buenaventura, Tumaco, Guapi y Timbiquí. En la región del Pacífico la /s/ final se reduce (estos señores > ehto señore), la -n final se velariza (canción > cansiong, ven > veng), siendo similar al acento de la Costa Caribe. En el área de Chocó, es claramente africana la articulación de /d/ como /r/ en posición intervocálica: todo > toro, cada > cara. Hay presencia del voseo y ustedeo importante.

### Dialecto llanero
Es el español que se habla en los departamentos de los llanos orientales colombianos, posee una notable influencia de los acentos colombianos de la Cordillera Oriental debido al influjo de colonos procedentes de esta región, en particular en zonas urbanas, y también posee una entonación particular.
En general suprime, o bien, debilita la –s redundante del plural, v.g.: loj antioqueño, loj perro, cuatronarice (cuatronarices, especie local de serpiente), loj padrino.
Posee yeísmo y articulación de la “r” hasta su neutralización (vorqueta por volqueta, fenómeno visto en Arauca) o su desaparición en el infinitivo (ventiá, aserrá, ordeñá, cogé…)
También tiene la articulación de la /s/ (implosiva), la aspiración (maíh = maíz) o pérdida (cataplama = cataplasma). También aparece el rasgo de la aspiración de la /s/ prevocálica (ji jeñol, eso je li olvida = sí señor, eso se le olvida).
Sus fricativas intervocálicas  /b/, /d/ y /g/ se debilitan, o bien, desaparecen en el habla llanera (auacero = aguacero).
Conserva el sonido de la antigua /h/.  Es un rasgo más visto en Arauca y Casanare (joyo, jumo, mojo, jallan, sajuma, ajoga, ajita por hoyo, humo, moho, hallan, sahúma, ahoga, ahíta).
Formación del pretérito compuesto de subjuntivo con el verbo “ser”, v.g.: “Si no fuera (hubiera) sido por Guadalupe Salcedo…”
Aunque en las principales ciudades por motivo de la diversidad de culturas de personas provenientes de otras partes del país, el habla es más parecido al del interior del país con un español similar al bogotano, por lo que es un dialecto en retroceso.

### Dialecto amazónico
Es el dialecto que se habla en los departamentos colombianos que se hallan en las selvas ubicadas al suroriente del país, Caquetá, Vaupés, Amazonas, Guaviare, Guainía. Hay cierto grado de influencia indígena, aunque menos en las zonas pobladas por colonos de otras regiones de Colombia (principalmente de Huila, Nariño y el centro del país). Se ha consolidado como una mezcla entre el acento introducido por los colonos y el de los nativos que desde remotos tiempos ahí habitaban, repartidos en numerosas y diferentes tribus. Las características fonológicas del habla amazónica en Colombia y países vecinos son:
- Cambio de la "j" (aspirada en situación interior, [h]) por la /ɸ/ (siempre bilabial), sobre todo cuando se halla junto a una /u/ semivocal. (Los fríos de San Juan pasa a ser Los fríos de Sän Fan)
- Omisión de algunas vocales: Nos vemos el jueves pasa a ser Nos vemos el feevs.
- Lenición de gu-/gü- (/gw/) por /w/ (guante pasa a pronunciarse [wa:nte])
- Uso alofónico (sin implicaciones semánticas) de alargamientos vocálicos (de la selva pasa a pronunciarse [de: la selba])
- Hay oclusivización de las intermedias /b/ /d/ /g/ en ascenso tonal con aspiración y alargamiento de la vocal.
- Los fonemas /p/ /t/ y /k/ se realizan con una aspiración a inicio de palabra
- La "y" tiende a africarse en /dʒ/ como en la sierra colombiana (al contrario de lo que sucede en la costa).
- También hay asibilación, no muy fuerte, de vibrantes.

### Dialecto isleño o sanandresano
Es el acento que se habla en las islas de San Andrés, Providencia y Santa Catalina en el Caribe colombiano de alrededor de 60.000 habitantes. Combina elementos del español caribeño con el criollo sanandreseano, dándole un toque anglocaribeño al acento.